# Cyathea urbanii
Cyathea urbanii är en ormbunkeart som beskrevs av Guido Georg Wilhelm Brause. Cyathea urbanii ingår i släktet Cyathea och familjen Cyatheaceae. Inga underarter finns listade.